# عبرانیان

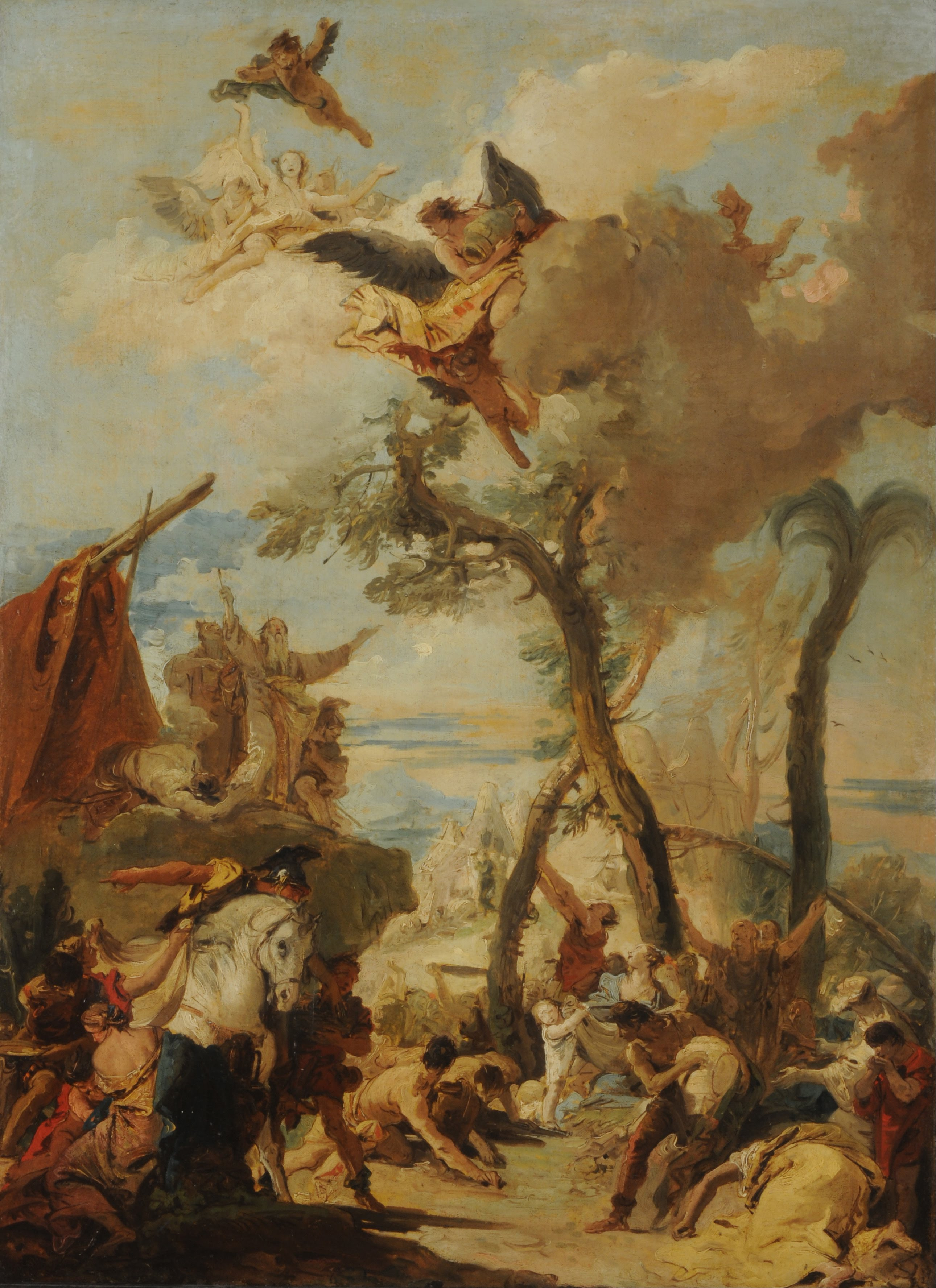
عبرانیان

عبرانیان (ʿIḇrîm) (یکی از کتاب‌های انجیل عهد جدید) لفظی است که ۳۴ بار در ۳۲ آیه تنخ (انجیل عبری) آمده‌است. گرچه این لفظ یک قوم‌نام نیست، بیشتر به‌عنوان مترادفی برای بنی‌اسرائیل سامی گرفته می‌شود؛ مخصوصاً در دورهٔ پیش از پادشاهی اسرائیل که آنان هنوز عشایری بودند ولی در برخی موارد ممکن است به معنای گسترده‌تر در اشاره به فنیقی‌ها یا دیگر گروه‌های باستانی نظیر گروهی که در آستانهٔ فروپاشی عصر برنز به‌عنوان شاسو شناخته می‌شدند، به کار رود.